# 알바니아 철도

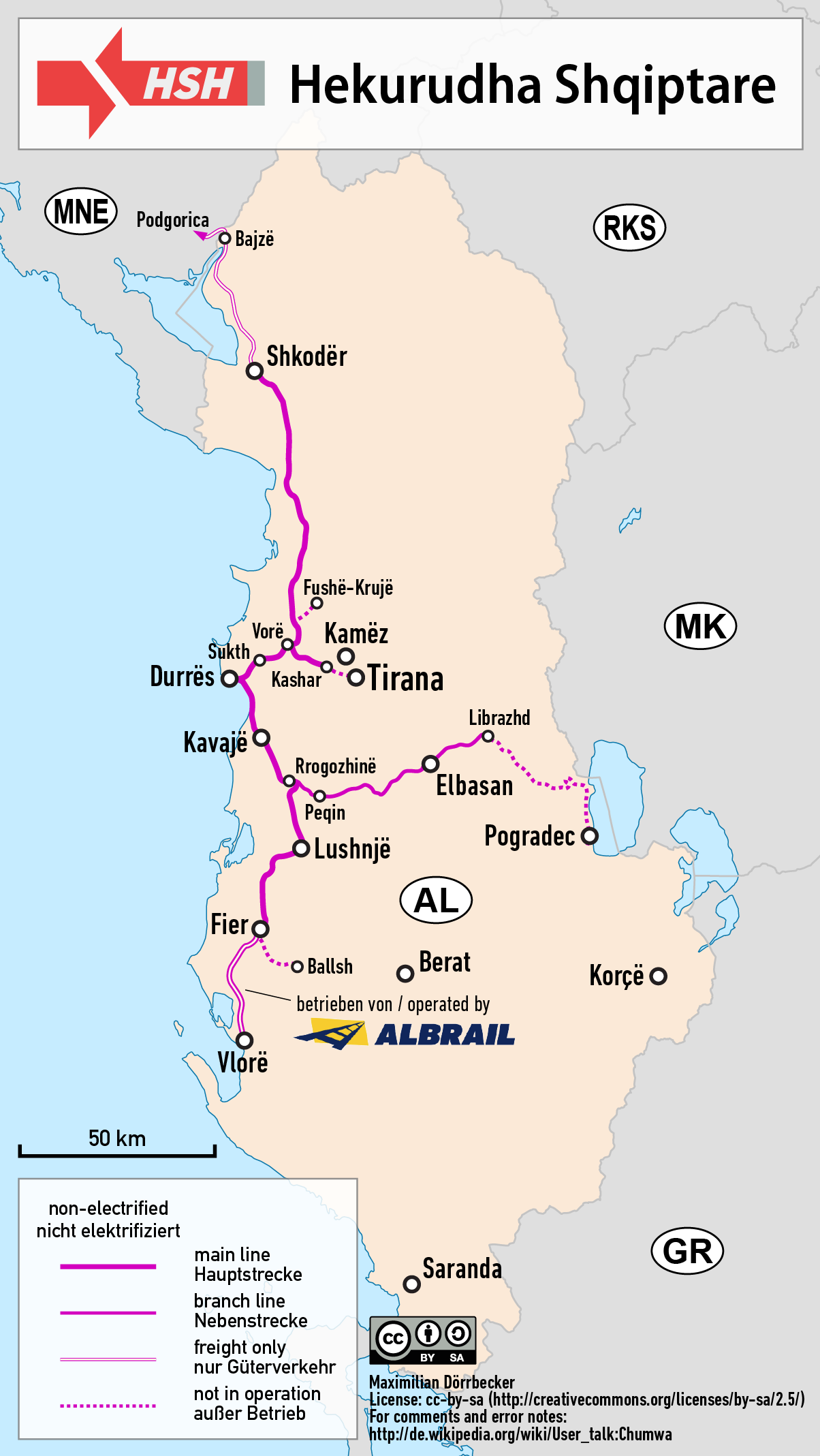

Hekurudha Shqiptare 또는 HSH (알바니아 철도)는 알바니아 철도를 관리하는 국영 기업이다. 알바니아 철도의 주 여객 터미널은 두러스에 위치한 두러스 역에 위치하여 있다.  
HSH의 기반 철도 네트워크는 동쪽으로는 포그라데츠, 남쪽으로는 블로러, 북쪽으로는 슈코더르까지 연결되어 있다. 알바니아의 수도인 티라나에도 노선이 있다. 철도 네트워크는 1980년대에 슈코더르를 통과하여 확장, 알바니아 국경 마을 하니 이 호티트를 통과하여 몬테네그로까지 연결되어 있다. 이 노선은 화물 운송 전용으로 한정되어 있다. 마케도니아 공화국과 그리스를 잇는 철도 노선은 아직까지 건설된 바가 없다. 알바니아 철도는 많은 관광 가이드들에 의해 경치있는 관광 코스로 추천받고 있다.
HSH 네트워크는 전자화되지 않아 있으며, 열차들은 체코슬로바키아 T-669 디젤 전기 기관차 모델들이다. 시스템은 단독 노선 위주로, 다양한 지점에 대피선이 자리잡고 있다. 여객 노선에는 독일의 독일철도 열차 모델, 오스트리아의 오스트리아 연방 철도 열차 모델, 그리고 폴란드의 열차 모델들이 쓰이고 있다. 열차들은 이전의 폭동 사태로 인해 내부, 외부에 각각 손상을 입은 바 있으며, 기관차와 열차에 돌 공격을 받은 바 있다. 이러한 손상 때문에 열차 스케줄에 직접적인 타격이 일어났고, 예정된 스케줄에 맞춰 가지 못하는 상황이 발생하였다. 현재 두러스-티라나 노선을 티라나 국제공항과 잇는 프로젝트가 진행 중이다.